# Cossypha semirufa
Cossypha semirufa е вид птица от семейство Muscicapidae.

## Разпространение
Видът е разпространен в Еритрея, Етиопия, Кения, Южен Судан, Судан и Танзания.